# راي إيرل
راي إيرل (بالإنجليزية: Rae Earl)‏ هي كاتبة يوميات بريطانية، ولدت في 13 ديسمبر 1971 في Stamford, Lincolnshire ‏ في المملكة المتحدة.